# Pattinaggio di figura in linea

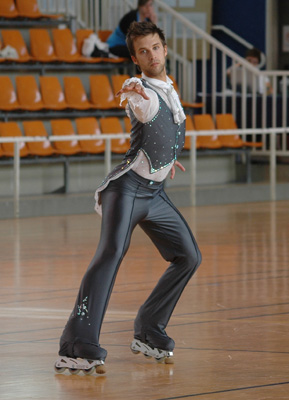
Eric Traonouez, campione del mondo artistico in linea 2008

Il pattinaggio di figura in linea, più propriamente pattinaggio artistico in linea, è la specialità del pattinaggio artistico a rotelle in cui si utilizzano, al posto dei pattini tradizionali, quelli con ruote in linea. È praticato sia a livello agonistico — sulle stesse piste idonee al pattinaggio artistico a rotelle e con competizioni simili — sia per chi pattina su ghiaccio come modalità di allenamento estivo su superfici di fortuna, nei periodi di inattività delle piste ghiacciate.

## L'attrezzo
I pattini possono montare tre o quattro ruote in linea e includono un tampone anteriore.
Le ruote in poliuretano hanno spessore di 24mm, che è uniformato per tutti i tipi di pattini in linea. Il diametro esterno delle ruote è tipicamente di 68mm per i numeri di scarpa piccoli, di 70mm-72mm per pattini di taglia media muniti di quattro e tre ruote, di 76mm o al massimo 80mm per le misure più grandi. All'interno di ogni ruota sono situati due cuscinetti a sfere, come è d'uso sia nei pattini a rotelle che nei pattini in linea, per dare la migliore scorrevolezza.
Il tampone anteriore di gomma — più spesso regolabile in altezza con vite filettata, secondo lo standard dei pattini di artistico a rotelle, ma a volte realizzato in altre forme — permette l'esecuzione di salti ed elementi tipici del pattinaggio di figura su ghiaccio e del pattinaggio artistico a rotelle. Il tampone può anche essere utilizzato come freno, benché non sia questo l'uso principale a cui è destinato.
Le ruote e il tampone sono fissati a un telaio leggero in lega di Alluminio che a sua volta è avvitato saldamente alla suola di uno scarponcino usuale da pattinaggio di figura, ossia abbastanza alto da coprire e sostenere la caviglia e dotato di un tacco di qualche centimetro.

## Storia ed evoluzione tecnica
Prototipi funzionanti di pattini con ruote in linea, e dotati di una sorta di tampone/freno anteriore per emulare una lama di figura da ghiaccio, sono testimoniati in Germania in videoclip storici del 1933 e del 1938 che dimostrano come elementi del pattinaggio di figura — quali trottole basse, angeli e cross-roll all'indietro — fossero già fattibili. Pattini in linea compaiono volutamente come surrogato dei pattini da ghiaccio anche in un film-commedia sovietico del 1963.
L'azienda tedesca Euba produce in serie tra il 1959 e il 1962 pattini in linea con cui allenarsi e sperimentare gli elementi "di figura" senza ghiaccio. Verranno chiamati dapprima Silberpfeil (Freccia d'argento) e poi Swingo. Ne esistono versioni con tre e con quattro ruote di gomma montate su telai rockered in lega di alluminio, inclusivi di tampone anteriore.
I pattini Bi-Skates con due ruote in linea, inventati da Ralph Leftwich Smith nel 1967, vengono prodotti a Los Angeles a partire dal 1972 anche in versione da artistico con freno-tampone anteriore.
Lionel Louis Murry registra nel 1979 il marchio di fabbrica Triskate e brevetta nel 1980 gli omonimi pattini che già produceva in serie in Inghilterra, dotati di tre ruote in linea e tampone/freno anteriore che vengono esportati in diversi paesi europei. La data di prima realizzazione dei Triskate sembra essere anteriore alle registrazioni legali mentre un qualche successo commerciale arriva nel 1980-81 ma durerà pochi anni a causa dei prezzi (altre aziende che si affacciano sul mercato utilizzano scarponcini di plastica, più economici di quelli in vera pelle e cuoio usati da Triskate) e dell'effetto delle campagne pubblicitarie messe in atto dalle altre marche. Restano comunque tra i primi pattini in linea di discreta diffusione, studiati per restituire le sensazioni di una lama di figura e per permetterne l'esecuzione degli elementi tecnici. Il marchio Tri-skate è registrato nel 1979 anche in Canada. Forse per questo si diffonderà erroneamente come prodotto americano in Olanda, poco prima dell'avvento dei Rollerblade.
I Triskate, e in qualche misura anche i precedenti Euba, incorporano soluzioni tecnologiche — utili per il pattinaggio di figura e non — che saranno riscoperte e utilizzate anni dopo da altri produttori: telaio metallico monolitico ma leggero; ruote in poliuretano provviste di mozzo interno; assi non sporgenti delle ruote (tutti espedienti che i Rollerblade del 1983 ancora non adottavano); telaio già rockerato e con spaziatura diseguale tra le tre ruote (come negli attuali pattini Snow Whites e Pic Skates); inserti a protezione dello sfregamento tra telaio e pista (a tutt'oggi proposto da Off-Ice Skates come loro elemento distintivo).
Dall'anno 1990 al 1996 il numero di praticanti di pattinaggio in linea (di ogni tipo, ma principalmente ricreativo) passa da 3,5 milioni a 25 milioni. Tra gli utenti del nuovo pattino vi è anche chi ha tecniche già acquisite di artistico a rotelle o su ghiaccio. Questi scoprono — in modo casuale, improvvisato e indipendente — come si possano replicare sui pattini in linea alcuni salti ed elementi tipici dell'artistico. Vi è chi approfitta di quest'opportunità per allestire esibizioni senza ghiaccio che all'epoca destano stupore. Alcuni modificano artigianalmente i pattini al tempo disponibili - concepiti solo per uso urbano o hockey - per renderli più adatti all'artistico.
L'azienda Rolleblade nei primi anni '90 ha avviato al successo il pattinaggio in linea ma ha danneggiato l'artistico inline e impedito il suo sviluppo. Le aziende concorrenti copieranno i prodotti Rollerblade, incompatibili con l'artistico, venendo a creare un mercato nei soli settori fitness, corsa e hockey. L'adattamento di questi pattini per salti e trottole trova due ostacoli: tutti i telai in-line dell'epoca hanno un rialzo al tallone di circa 15 mm che impedisce di montarvi scarponcini per l'artistico a rotelle o su ghiaccio (i quali invece hanno suola esterna piatta), se si mantiene invece la scarpa di fabbrica l'assetto risulta con il tallone troppo basso per l'artistico La presenza del freno posteriore rende inoltre strenuante se non impossibile la modifica dei telai per dotarli di un puntale anteriore com'è necessario per l'esecuzione degli elementi dell'artistico.
I pattinatori che attorno al 1990 sperimentano l'artistico in linea, spesso adattando la loro esperienza su ghiaccio, restano un'eccezione alla regola. Sono mal visti dai tradizionali frequentatori e gestori delle piste adibite alle rotelle (assai diffuse negli States e con fondo in parquet idoneo alla pratica inline). In molte strutture il pattinaggio in linea viene bandito perché "crea scompiglio" o con la motivazione che bordi metallici o viti sporgenti dal pattino inline possano sfregare e rigare il parquet. Per eliminare questo pericolo, e i conseguenti divieti di accesso alle piste, l'azienda statunitense Roller Derby Skate crea il pattino da artistico inline Gliders, con viti "affogate" entro un telaio bombato senza spigoli. Sotto altri aspetti questo pattino appare economico e cade presto dimenticato.
Il rapido successo e l'ampia diffusione del pattinaggio in linea — soprattutto per uso fitness, velocità e hockey — porta ad un deciso sviluppo del settore con miglioramento tecnico delle ruote in termini di scorrevolezza, aderenza, resistenza ai salti e flessibilità utile all'esecuzione di traiettorie curve. Ne beneficiano, ma solo diversi anni dopo, anche i pattini in linea per le figurazioni artistiche coi quali, grazie sempre all'adozione di un elemento anteriore con lo stesso ruolo della seghettatura di una lama da ghiaccio o di un tampone dei pattini a rotelle, diventa più agevole l'esecuzione degli elementi caratteristici del pattinaggio di figura: trottole e salti singoli o doppi.

Dal 1995-96 alcune aziende produttrici di pattini - del tutto estranee al gruppo di quelle mainstream, focalizzate sul largo pubblico - rendono disponibili sul mercato modelli con ruote in linea pensati per l'artistico. Negli Stati Uniti dal 1998 si effettuano competizioni di artistico in linea.
I primi pattini in linea moderni di qualità pensati specificamente per questa disciplina e che riscuotono un indiscusso apprezzamento sono del 1995, anno in cui l'azienda statunitense Harmony Sports Inc. ― attualmente PIC Skates ― brevetta una particolare forma e installazione del tampone. Adotta inoltre una disposizione delle ruote che segue la stessa curvatura di una lama da ghiaccio, espediente che migliora la manovrabilità (ma la cui paternità, oltre che di Murry, è di numerosi altri inventori precedenti). Va riconosciuto a Nicolas (Nick) Perna e alla Harmony Sports il merito di avere contestualmente reso disponibili video dimostrativi e didattici, rivolti principalmente a istruttori e praticanti di pattinaggio su ghiaccio.
L'azienda statunitense Seneca Sports aveva comunque già brevettato nel 1994 e prodotto, in collaborazione con Kristi Yamaguchi campionessa olimpica su ghiaccio, un pattino simile al PIC skate, economico e pensato per una diffusione di massa. Verrà peraltro commercializzato senza evidenziarne il suo possibile uso per figurazioni artistiche. Seneca nel suo brevetto cita l'esistenza nel 1993 dei pattini per artistico in linea italiani Risport Galaxie, dotati di un tampone anteriore standard (e perciò non brevettabile).
L'australiano Jayson Sutcliffe, campione mondiale di pattinaggio artistico a rotelle e in linea, (pseudonimo Rolaboi-Rolleboy) testimonia, fornendo così conferma, che stand promozionali e sessioni dimostrative di pattini di figura in linea tra cui i Risport appaiono nei mondiali a rotelle del 1993 a Bordeaux e nel 1994 a Salsomaggiore. Il primato di aver realizzato i primi pattini di questo genere per uso agonistico pare quindi spettare all'azienda italiana Risport. Un ruolo chiave in tale sviluppo è svolto da Ruben Omar Genchi, pattinatore e allenatore italo-argentino che afferma "il pattino in linea [per artistico] l'ho inventato io: prima non esisteva a livello sportivo... ho convinto la Risport a investirci e la Federazione Internazionale a crederci". L'accoglienza iniziale è entusiastica, tant'è che "Ai tempi di Ruben l'artistico in line era largamente praticato, anche da chi non vi ricercava uno sbocco agonistico". Il pattino in linea Risport durerà poco. Nel novembre 1995 il gruppo francese Rossignol-Lange acquisisce l'azienda italiana. La produzione di pattini in linea da artistico Risport viene interrotta per concentrare la produzione sui soli modelli in linea generici.
Nello stesso periodo altri produttori tra cui l'azienda tedesca TURNAX, l'italiana A.T.L.A.S., la statunitense Snyder Skates Co. e l'australiana Custom Inlines realizzano pattini di questo genere, facendo crescere l'interesse per la disciplina. Per completezza vanno elencati i pattini Snow White della taiwanese Double L's e i Butterfly, spin-off migliorato del prodotto Risport, della McRuben Pro italiana ribattezzata poi Prosk8.
Nel 2000 viene pubblicato il manuale specifico How to Jump and Spin on In-Line Skates (Come fare salti e trottole sui pattini in linea).
Nel 2000 e 2001 aprono in Francia le prime due scuole di pattinaggio artistico che combinano addestramento su ghiaccio in inverno e su pattini in linea d'estate
.
La federazione statunitense USA Roller Sports nel 2002 include tra i materiali didattico-formativi disponibili al pubblico anche un "In-line Technical Video" della durata di un'ora, che illustra per il pattinaggio di figura in linea sia le tecniche di base che quelle avanzate di esecuzione di salti e trottole.
Da questi primi esordï risulta evidente l'importante coinvolgimento per la crescita della disciplina da parte di praticanti di pattinaggio di figura su ghiaccio, alcuni dei quali citati più avanti, come Perna, Farris, Bennis, Faugère, Yamaguchi, Marcastel, Sutcliffe, e altri, per lo più pattinatori e pattinatrici con un passato di agonismo su ghiaccio piuttosto che con esperienza di rotelle.
D'altro canto i principali produttori internazionali di pattini in linea hanno trascurato questo potenziale settore, considerandolo o marginale o non in sintonia con l'immagine da loro proposta delle attività sportivo-ricreative praticabili, una presa di posizione che ha portato all'indisponibilità sul mercato di pattini in linea da artistico di fascia media — prerequisito utile a favorire un primo approccio con questa disciplina — e ha contribuito a dilazionarne la crescita.
Con il tempo l'offerta di pattini di figura in linea si è stabilizzata a livello mondiale a poche aziende produttrici tra cui:
- Double L's International Co. Ltd. a Taiwan, pattini Snow White[54]
- Roll-line in Italia, pattini "Linea"[55][56]
- PIC Skates negli Stati Uniti, pattini omonimi[57]
- Off-Ice Skating in Inghilterra, pattino Off-Ice Skates[58]
- STD Skating in Spagna, pattino STD Starlight[59]

Si tratta principalmente di telai — ossia la sola parte metallica con ruote e tampone — da accoppiare ad uno stivaletto da artistico che va procurato indipendentemente. In alternativa le stesse aziende forniscono anche i pattini completi.

## Sviluppo sportivo
Lo sviluppo di questa nuova disciplina del pattinaggio è sinora avvenuto a ritmi piuttosto lenti. La ragione di fondo è da ricercarsi nella dicotomia tra i suoi fondamenti tecnici – assai più simili a quelli del pattinaggio di figura su ghiaccio che a quelli del pattinaggio artistico a rotelle – e la necessità di farne ricadere la gestione e la crescita agli organismi preposti alle discipline a rotelle, vuoi perché l'attrezzo in questione è dotato di ruote, vuoi perché la tipologia di impianti utilizzati e di conseguenza le società sportive e i potenziali atleti e allenatori ricadono nell'universo delle rotelle.
L'attività di promozione della disciplina è stata svolta nel corso degli anni da singoli o associazioni tra cui: Nick Perna, Cathy Galière-Marcastel, Jean-Pierre Faugère fondatore della scuola Glace et Roller Inline de Paris, la European Inline Figure Skating Association, Carlesa Williams, Jayson Sutcliffe, Jo Ann Schneider Farris, la International Inline Figure Skating Association, la World Inline Figure Skating Association, il movimento italiano Pattinaggio Creativo, le diverse troupe Beau Idéal, SK8 Troupe di Ice Theatre of GB, Virginia Ice Theatre of Fairfax, Le Patin Libre, Cirque du Soleil con le loro performance "fuori ghiaccio".
Un ruolo di rilievo spetta alla World Inline Figure Skating Association (WIFSA) costituitasi sotto l'impulso di Faugère a inizio 2010 e che conta oggi diciannove diverse nazioni partecipanti. La finalità è quella di diffondere nel modo più ampio questo sport e moltiplicare il numero di competizioni ed eventi a tutti i livelli tecnici.
Va sottolineata la totale assenza sul mercato — a livello internazionale, non solo in Italia — di pattini da artistico in linea di fascia medio bassa. Ciò è singolare in confronto all'offerta diversificata di pattini da ghiaccio, a rotelle, in linea generici (o anche di attrezzatura da sci e snowboard) con prezzi e prestazioni dal ricreativo al pre-agonismo. L'avvicinamento ad uno sport avviene anche tramite una fase iniziale "vedi se ti piace" che non richieda subito un importante investimento. La mancanza di questa opportunità è un freno alla diffusione e sviluppo della specialità. D'altro canto il periodo di lockdown a seguito della pandemia di COVID-19 ha stimolato i praticanti di pattinaggio di figura su ghiaccio ad avvicinarsi a questo pattinaggio "a secco" come nuova modalità di allenamento, per compensare l'inagibilità delle piste ghiacciate o il loro uso a capienza ridotta.

## Competizioni

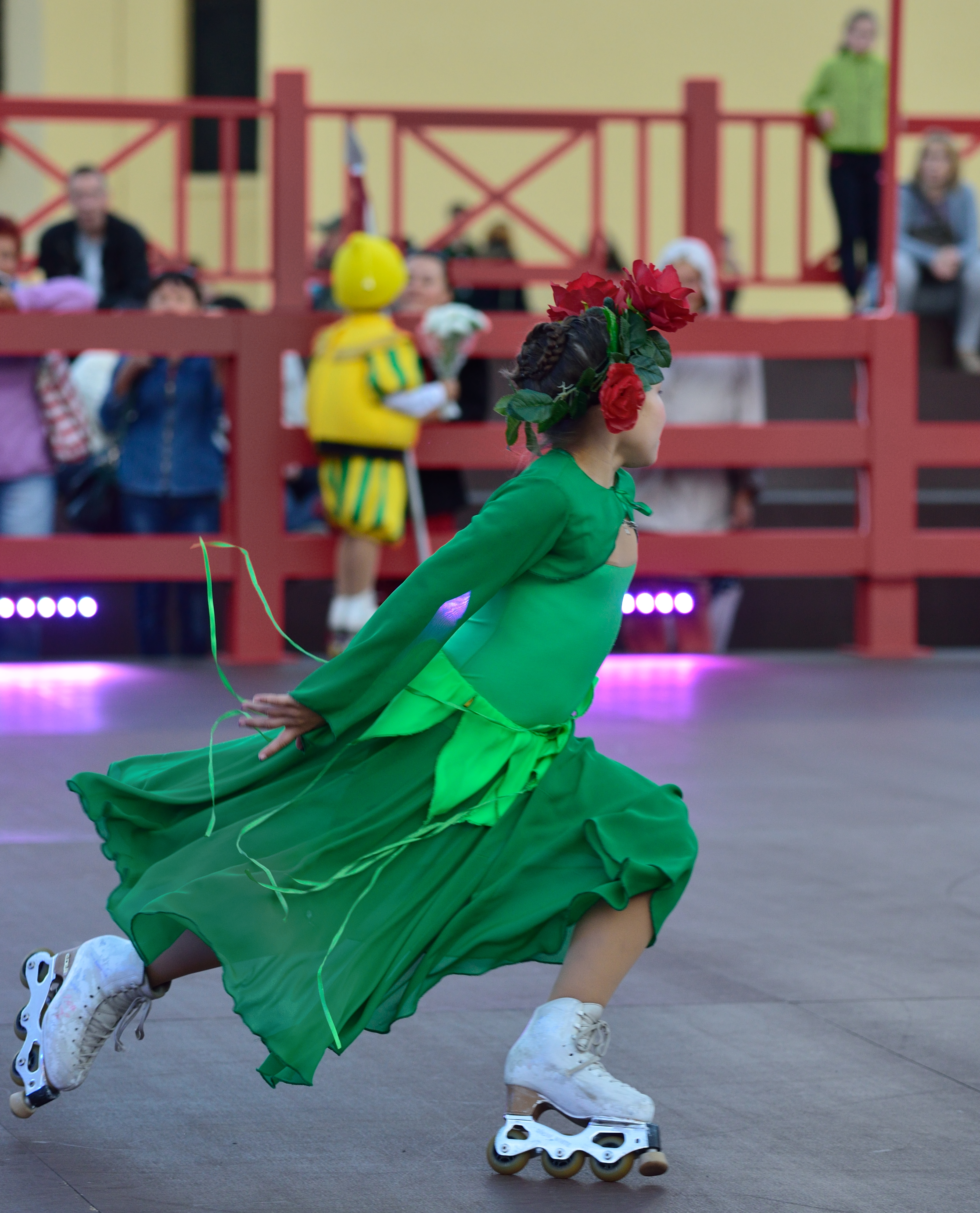
Esibizione di giovanissimi pattinatori di artistico in linea

Dal 2002 la Fédération Internationale de Roller Sports (FIRS, oggidì World Skate) ha incluso il pattinaggio inline libero individuale maschile e femminile tra le specialità dei campionati mondiali di pattinaggio artistico a rotelle, che si tengono con cadenza annuale. Le esibizioni inizialmente riservate alla sola categoria senior in linea sono soggette ad apposito regolamento. Dal 2016 è stata introdotta anche la categoria junior.
Dal 2006 si rinnova annualmente la competizione di artistico in linea — denominata dapprima Coppa di Parigi, poi Open di Parigi — organizzata dall'associazione-scuola Glace et Roller Inline de Paris (G.R.I.P.) e sostenuta dalla federazione regionale francese di pattinaggio su ghiaccio. La G.R.I.P. promuove l'inline come naturale prosecuzione dell'attività su ghiaccio, alternando l'uno e l'altro in estate e in inverno con gli stessi istruttori e gli stessi praticanti.
Nel periodo tra il 2006 e il 2010 i campionati mondiali di pattinaggio mostrano un progressivo restringersi del numero di iscritti alla specialità in linea. Si passa da 23-24 atleti negli anni 2006 e 2007 (sommando per ogni anno le partecipazioni maschili e femminili) a 14 in tutto nel 2010. Le discipline del pattinaggio artistico tradizionale al contrario non registrano alcuna flessione. Tale differenza è un segnale di come le sole competizioni non siano in grado di stimolare la crescita di società sportive, allenatori e praticanti del pattinaggio di figura in linea. In quegli anni un responsabile di settore constata che "In Europa gran parte delle federazioni di artistico è molto conservatrice e non gradisce prendersi carico del pattino in linea". Anche in Francia — che in tale periodo vede già attive diverse scuole di pattinaggio artistico in linea — si riscontra un mancato interesse federale, poiché le società sportive francesi paiono "ferocemente attaccate ai pattini tradizionali". Tale atteggiamento proviene anche da tecnici e giudici dell'artistico tradizionale, che considerano spesso "errata" l'esecuzione di salti e trottole effettuate da pattinatori in linea.
A inizio 2010 alcuni dei partecipanti alla 5ª Open di G.R.I.P. decidono di fondare la World Inline Figure Skating Association (WIFSA) che vuole affermarsi come entità internazionale indipendente per lo sviluppo dell'artistico in linea, dotandosi inoltre di regolamenti di gara più idonei a valutare le prestazioni dei pattinatori in linea.
Le competizioni internazionali open di WIFSA contemplano, oltre alle specialità riconosciute da World Skate, anche: coppia danza, coppia artistico, solo dance, gruppi e sincronizzato, come indicato nel regolamento generale e da ulteriori regolamenti specifici alle singole discipline.
Dal 2016 le competizioni FIRS/World Skate e CERS hanno adottato un sistema di valutazione più simile a quello su ghiaccio dell'ISU.
Nel 2017 viene organizzato dalla CERS e FIRS per la prima volta un campionato europeo di pattinaggio artistico inline a Dijon in Francia per le categorie novices, junior e senior. L'evento si ripete l'anno seguente a Cork Irlanda.
La messa a punto e pubblicazione del regolamento 2019 per le competizioni di pattinaggio artistico in linea è avvenuta pressoché contemporaneamente sia da parte di FISR che World Skate con identico contenuto a parte la lingua. Dettagli e chiarimenti corredati da foto vengono forniti per tutti gli elementi che possono presentarsi nelle competizioni. In particolare per una buona riuscita di salti e trottole sono ammessi alcuni accorgimenti pressoché inevitabili con questo tipo di pattino, ma in passato considerati come cattiva (o errata) pratica.

## Storico competizioni artistico in linea
| Competizione                                                                    | dal        | al         | Sede        | Promotori                                              |
| Coupe de Paris d'Artistique et Danse sur Patins en Ligne                        | 08/01/2006 | 08/01/2006 | Parigi      | GRIP, FFSG, FFRS                                       |
| Coupe de Paris d'Artistique et Danse sur Patins en Ligne                        | 14/01/2007 | 14/01/2007 | Parigi      | GRIP, FFSG, FFRS                                       |
| Coupe de Paris d'Artistique et Danse sur Patins en Ligne                        | 26/01/2008 | 27/01/2008 | Parigi      | GRIP, FFSG, FFRS                                       |
| 1er Open international de roller en ligne                                       | 26/04/2009 | 26/04/2009 | Montpellier | FFSG, FFRS, Ice & Roller School Montpellier            |
| Open International de Paris Artistique & Danse sur Patins en Ligne              | 30/01/2010 | 31/01/2010 | Parigi      | GRIP, FFSG, FFRS                                       |
| Open International de Paris Artistique & Danse sur Patins en Ligne              | 29/01/2011 | 30/01/2011 | Parigi      | GRIP, FFSG, Comité Dép. Paris Roller Skating, WIFSA    |
| Open International de Paris Artistique & Danse sur Patins en Ligne              | 28/01/2012 | 29/01/2012 | Parigi      | FFSG, GRIP, Féd. Fr. Roller Sports, WIFSA              |
| World Roller In-line Figure Skating Championship 2012                           | 04/10/2012 | 05/10/2012 | Aukland     | FIRS                                                   |
| Open International de Paris Artistique & Danse sur Patins en Ligne              | 09/02/2013 | 10/02/2013 | Parigi      | GRIP, WIFSA, FFSG, FFRS                                |
| II Open Internacional de Panticosa de patinaje artístico en línea               | 23/02/2013 | 24/02/2013 | Panticosa   | WIFSA, Roller Club Pirenaico                           |
| III World Open of Inline Figure Skating and Dance                               | 12/07/2013 | 14/07/2013 | Bucarest    | WIFSA, FRP                                             |
| World Roller Figure Skating Championship 2013                                   | 08/11/2013 | 09/11/2013 | Taipei      | FIRS                                                   |
| III Open Internacional de Panticosa de Patinaje Artístico en Línea              | 30/11/2013 | 01/12/2013 | Panticosa   | Roller Club Pirenaico                                  |
| Open International de Paris Artistique & Danse sur Patins en Ligne              | 25/01/2014 | 26/01/2014 | Parigi      | GRIP, FFSG, FFRS                                       |
| 4th World Open Inline Figure Skating                                            | 16/05/2014 | 18/05/2014 | Panticosa   | WIFSA, Roller Club Pirenaico                           |
| World Artistic Skating Championship 2014                                        | 01/10/2014 | 01/10/2014 | Reus        | FIRS                                                   |
| lll Open Internacional Las Rozas de Patinaje Artístico en Línea                 | 21/12/2014 | 21/12/2014 | Las Rozas   | WIFSA, FMP, Patina Las Rozas                           |
| World Challenge 2015 Inline Figure Skating and Dance                            | 07/02/2015 | 08/02/2015 | Parigi      | FFSG, Comité Dép. Paris Roller Sports                  |
| 5th World Open Inline Artistic Skating                                          | 27/06/2015 | 28/06/2015 | Ginevra     | WIFSA, VG Skating                                      |
| 1º Trofeo Open Pattino "in line"                                                | 23/07/2015 | 23/07/2015 | Roccaraso   | FIHP, Accademia Pattinaggio Pescara                    |
| Artistic Skating World Championships 2015                                       | 18/09/2015 | 18/09/2015 | Calì        | FIRS                                                   |
| Challenge Mondial Paris 2016 – Patinage Artistique sur Patins en Ligne          | 13/02/2016 | 14/02/2016 | Parigi      | FFSG, FFRS, GRIP                                       |
| IV Open Internacional Las Rozas Patinaje Artistístico en Línea                  | 30/04/2016 | 01/05/2016 | Las Rozas   | WIFSA, FMP, Patina Las Rozas                           |
| 6th WIFSA World Open                                                            | 24/06/2016 | 26/06/2016 | Milano      | WIFSA, FIRS, Sport Culture                             |
| 2º Trofeo Open Pattino "in line"                                                | 29/07/2016 | 29/07/2016 | Roana       | FIHP                                                   |
| Artistic Skating World Championships 2016                                       | 30/09/2016 | 30/09/2016 | Novara      | FIRS                                                   |
| Open International de Paris 2017                                                | 11/02/2017 | 12/02/2017 | Parigi      | FFSG, FFRS, GRIP                                       |
| Open de France Roller inline figure skating and dance                           | 17/03/2017 | 19/03/2017 | Toulouse    | WIFSA, FFSG                                            |
| Trofeo nazionale pattinaggio artistico inline                                   | 23/04/2017 | 23/04/2017 | Montecatini | WIFSA, ASD Pattinaggio Artistico Toscana               |
| V Open Internacional Las Rozas Patinaje Artistístico Línea                      | 29/04/2017 | 30/04/2017 | Las Rozas   | WIFSA, FMP, Patina Las Rozas                           |
| Diamond Skate Trophy                                                            | 20/05/2017 | 21/05/2017 | Dolo        | FISR, CERS                                             |
| 7th World Open Inline                                                           | 30/06/2017 | 02/07/2017 | Dijon       | WIFSA, CDPR                                            |
| World Roller Games 2017 – Artistic inline skating                               | 01/09/2017 | 01/09/2017 | Nanjing     | World Skate                                            |
| Open International de Paris 2018                                                | 20/01/2018 | 21/01/2018 | Parigi      | FFSG, FFRS, GRIP                                       |
| Trofeo Internazionale Open artistico singolo, coppia, danza, solo dance, inline | 10/02/2018 | 11/02/2018 | Roma        | FISR                                                   |
| Open de France Roller inline figure skating and dance                           | 31/03/2018 | 01/04/2018 | Toulouse    | CERS, FFRS                                             |
| I Copa de España & VI Open Internacional Patinaje Artístico en Línea Las Rozas  | 28/04/2018 | 29/04/2018 | Las Rozas   | FMP, WIFSA                                             |
| Diamond Skate Trophy                                                            | 12/05/2018 | 13/05/2018 | Dolo        | CERS, FISR, ASD Pattinaggio Artistico Inline San Marco |
| Circuito FISR Artistico Inline                                                  | 10/06/2018 | 10/06/2018 | Spinea      | FISR, Pol. Spinea                                      |
| Circuito FISR Artistico Inline                                                  | 23/06/2018 | 23/06/2018 | Milano      | FISR, SportCulture                                     |
| Campionato italiano "in line"                                                   | 02/07/2018 | 03/07/2018 | Folgaria    | FISR, ASD Roller Club Montebelluna Maser               |
| 8th World Open and European Championship Inline Figure Skating                  | 05/07/2018 | 08/07/2018 | Cork        | World Skate, CERS, Artistic Roller Skating Ireland     |
| Artistic Skating World Championships 2018                                       | 03/10/2018 | 04/10/2018 | La Vendée   | World Skate, FFRS                                      |
| Open de Paris                                                                   | 09/02/2019 | 09/02/2019 | Parigi      | WIFSA, FFSP, FFRS, GRIP                                |
| World Roller Games                                                              | 04/07/2019 | 14/07/2019 | Barcellona  | FISR, FFRS                                             |
| 9th World Open Inline Figure Skating                                            | 18/07/2019 | 21/07/2019 | Fasano      | WIFSA, ASD Skating Fasano                              |

Legenda:

CDPR = Club Dijonnais de Patinage à Roulettes

CERS = Confédération Européenne de Roller Skating, dal 2018 World Skate Europe

FFRS = Fédération Française de Roller Sports, dal 2018 Fédération Française de Roller et Skateboard

FFSG = Fédération Française des Sports de Glace

FIHP = Federazione Italiana Hockey e Pattinaggio, dal 2017 Federazione Italiana Sport Rotellistici

FIRS = Fédération Internationale de Roller Skating, dal 2017 World Skate

FISR = Federazione Italiana Sport Rotellistici

FMP = Federación Madrileña Patinaje

FRP = Federația Română de Patinaj (Federazione Pattinaggio Romania)

GRIP = Glace et Roller Inline de Paris

WIFSA = World Inline Figure Skating Association

## In Italia
Il pattino in linea entra in scena nelle competizioni di velocità a partire dal 1992. Occorrerà invece attendere il 1994-1995 per la messa a punto e la commercializzazione dei pattini di figura a ruote allineate.
A seguito dell'inserimento dell'artistico in linea nei campionati mondiali 2002, la Federazione Italiana Hockey e Pattinaggio (FIHP, oggidì Federazione Italiana Sport Rotellistici FISR) manifesta nel 2003 e 2004 l'intento di diffonderlo in ambito nazionale attraverso competizioni e attività di promozione che inizialmente riscuotono scarse adesioni. Tali iniziative verranno rinnovate nel 2007.
La specialità artistico singolo in linea viene inclusa a partire dal 2005 nella competizione internazionale "Giuseppe Filippini", con cadenza annuale a Misano Adriatico, così come è inserita nelle edizioni della Coppa Europa.
A fronte di questi impegni assunti della Federazione, negli anni a seguire resta esiguo il coinvolgimento delle società sportive e il numero di atleti, tanto da non arrivare a coprire i posti sui podï.
In campo internazionale spiccano invece i risultati conseguiti nel periodo 2002-2015 dall'italiana Silvia Marangoni, vincitrice di 11 ori ai campionati mondiali di pattinaggio artistico nella specialità in linea e insignita del Collare d'oro del CONI.
La Federazione Italiana Hockey e Pattinaggio in occasione della Convention di inizio 2015 manifesta nuovamente la "impellente necessità di dare un riconoscimento federale all'attività del pattinaggio artistico inline".
D'altro canto la WIFSA, attraverso la messa a punto di percorsi didattico-formativi, stage e numerose competizioni internazionali, approda anche in Italia ottenendo che la competizione FIHP di Roccaraso del 2015 (trofeo inline) a sia aperta anche ad altri enti di promozione sportiva non associati FIHP-FISR, e scegliendo Milano come sede dell'Open mondiale WIFSA del 2016.
L'accordo siglato a Roma nel giugno 2015 tra Fédération Internationale de Roller Sports (FIRS, oggidì World Skate) e WIFSA riconosce il ruolo chiave di quest'ultima a livello internazionale e la pone come interlocutore delle singole federazioni nazionali per quanto riguarda il pattinaggio di figura in linea.
I campionati italiani di pattinaggio artistico FIHP di Roana del 2016 bissano quindi la formula sperimentata con successo l'anno prima a Roccaraso, ossia includono un trofeo "in linea" open con regolamento FIRS-WIFSA.
La FISR emana con cadenza annuale le "norme artistico inline" di cui è disponibile la versione 2018, mentre per il 2019 si fa riferimento alle regole internazionali World Skate.
I risultati nell'inline ai mondiali di pattinaggio 2016 — chiusasi la stagione di predominio della Marangoni — mostrano nuovi atleti italiani di livello nazionale quali Antonio Panfili e Metka Kuk capaci di scalare le vette del podio, mentre l'assenza italiana nella categoria junior dello stesso anno è indice di un tardivo impegno della FIHP-FISR nel potenziare questo settore e incanalarvi le giovani generazioni, operazione da attuarsi anche in relazione alle inclinazioni personali e alla predisposizione fisica dei singoli pattinatori ma soprattutto attraverso la formazione di allenatori specifici per questa disciplina e — non ultimo — di giudici di gara. Gli ori conquistati nel 2017-2018 da Chiara Censori in categoria junior dimostrano più l'affinità tra artistico inline e su ghiaccio (in cui quest'atleta pure eccelle) piuttosto che l'esito di una svolta attuata dalla Federazione rotellistica, che peraltro mostra un rinnovato impegno. Da metà 2017 la commissione di settore artistico "in linea" comprende sia Silvia Marangoni come coordinatrice che Marta Bravin.
A livello mediatico in Italia si constata una pressoché totale assenza del pattinaggio artistico a rotelle e tantomeno quello in linea. È quindi degna di nota l'esibizione di artistico in linea, apparsa nell'ottobre 2015 nel programma televisivo Tú Sí Que Vales di Canale 5, allestita da Pattinaggio Creativo di Marta Bravin con la partecipazione di Roberta Panfili, Paola Amati, Antonio Panfili e Marco Viotto (già sul podio della Coppa Europa 2009 e dell'Open 2015).

### Società sportive
Il numero di società sportive che includono tra le loro offerte il pattinaggio di figura in linea è limitato. Più spesso le società inseriscono una sezione "in linea" con istruttori e corsi appositi come costola delle più ampie e consolidate attività di pattinaggio su ghiaccio o pattinaggio a rotelle.
L'affiliazione delle società per eventuali sbocchi agonistici può essere allo stato attuale indifferentemente FIHP, UISP, AICS e/o WIFSA, senza che la scelta dell'una o dell'altra sia indice di diversa qualità o diverse opportunità per gli iscritti.

### Competizioni
In Italia, le competizioni nazionali fanno capo e vengono programmate da FISR, AICS (Associazione Italiana Cultura e Sport) e Lega Pattinaggio di UISP. Quest'ultima ― almeno in un certo numero di Comitati Regionali e Territoriali ― già contempla il pattinaggio artistico in linea tra gli sport che vengono sostenuti. L'AICS d'altro canto nel proprio regolamento per le gare di pattinaggio artistico, prende atto della possibile esistenza, per le specialità singolo libero e solo dance, di partecipanti con pattini in linea per i quali sono previste classifiche separate da quelli a rotelle. La progressione delle difficoltà degli elementi tecnici ammessi in gara non viene rimodulata in relazione all'attrezzo utilizzato, anche se alquanto diverso dal pattino tradizionale.
In Italia una schiera di pattinatori provenienti da FISG e confluiti in FIHP-FISR s'è mossa per l'adozione di un sistema di giudizio simile a quello dell'ISU (basato su quello messo a punto da WIFSA) capace ad esempio di valorizzare varianti di trottole non attualmente contemplate del sistema di giudizio classico dell'artistico a rotelle. Tale istanza è stata recepita dalla direzione FIHP e ha per ora portato all'adozione anche in alcune competizioni italiane del sistema di punteggio WIFSA.
Nel 2018 per la prima volta viene inserita nel campionato italiano FISR di Folgaria anche la disciplina artistico inline per le categorie novices, junior e senior.

## Extra competizioni
Una caratteristica peculiare del pattinaggio in linea nel suo complesso ― tra l'altro uno dei motivi che ne hanno favorito la diffusione amatoriale ― è quella di poter essere praticato anche all'aria aperta, in spazi non originariamente concepiti per tale attività sportiva. Ciò vale per tutto il gruppo delle specialità in linea, riconosciute o no dalla Federazione: hockey, slalom e freestyle, corsa, aggressive eccetera. Di riflesso si stempera lo stacco netto tra agonismo e puro dilettantismo, portando a una crescita spontanea di gruppi di pattinatori "all'aperto" di livelli tecnici assai variabili, talvolta anche buoni.
L'opportunità di praticare dovunque è stata sfruttata da Samantha Bennis del gruppo olandese EIFSA che nel 2003 ha costituito Holiday On Inlines (evidente il richiamo a Holiday on Ice): un gruppo stabile pattinatori in linea ― in maggioranza con una precedente formazione su ghiaccio ― che porta esibizioni "di figura" in spazi pubblici. Analoghe iniziative verranno intraprese anni dopo da Le Patin Libre e Pattinaggio Creativo.
Nel 2005 EIFSA ha lanciato l'Inline Dance Cup che di fatto si discosta alquanto dai canoni di una competizione di pattinaggio danza in linea: la partecipazione può essere internazionale, anche in remoto inviando un video della propria esibizione; il regolamento è piuttosto lasco; non vi sono elementi tecnici obbligati; l'accento è sulle qualità interpretative e sulla pulizia di esecuzione; il luogo è a propria scelta; il punteggio è un mix di una giuria e preferenze espresse dai visitatori del sito.
In tempi successivi la stessa formula (competizione online, aperta a tutti, eseguita in luogo scenico, senza prescrizioni tecniche, con valutazione di giuria e del pubblico attraverso i social) è stata ripresa dal produttore di pattini di artistico in linea Pic Skate che indìce dal 2013 e con cadenza annuale la Urban Pic Skate Competition.

## Denominazione nella lingua italiana
Il pattinaggio di figura in linea, essendo la più giovane tra le specialità del pattinaggio artistico, non ha ancora trovato un nome univoco. Allo stato, per il pattinaggio a rotelle e su ghiaccio vengono usate nella lingua italiana le due diverse denominazioni di pattinaggio artistico e pattinaggio di figura ad indicare le corrispettive specialità a rotelle e su ghiaccio tra loro affini come elementi tecnici eseguiti, a prescindere dall'attrezzo e il fondo utilizzato.
La differenza linguistica è ereditata dalle due dizioni anglosassoni di artistic roller skating e figure skating che in italiano diventano appunto pattinaggio artistico (sottinteso a rotelle tradizionale) e pattinaggio di figura (sottinteso su ghiaccio), e così vengono indicati anche dagli organismi ufficiali italiani FISR e FISG. Anche il termine pattinaggio di figura per il ghiaccio è di introduzione recente: non se ne trova menzione in vocabolari e dizionari della lingua italiana. Va notato un controsenso terminologico di entrambe le dizioni: il pattinaggio di figura su ghiaccio da lungo tempo ha eliminato le figure obbligatorie nelle competizioni (che agli albori di questo sport hanno determinato l'appellativo figure skating di tutta la specialità, comprese le esibizioni con base musicale) mentre il pattinaggio artistico a rotelle contempla ancora competizioni con figure obbligatorie e avrebbe quindi più credenziali dell'altro per definirsi "di figura". Il pattinaggio di figura in linea non ha (e non avrà mai) le figure obbligatorie per limiti tecnici dell'attrezzo: lo smorzamento di velocità su traiettorie curve non rende possibile lo sviluppo delle figure su lunghezze sufficienti.
Per il pattinaggio di figura in linea la FISR predilige l'utilizzo del termine pattinaggio artistico inline. AICS utilizza le dizioni artistico in line per la specialità e pattino in linea per l'attrezzo. Le società affiliate UISP appaiono registrate al CONI con disciplina artistico in linea. Quindi le tre varianti terminologiche inline, in line e in linea convivono (ma sempre precedute da artistico e mai di figura). Società sportive e praticanti usano più spesso la denominazione di pattinaggio artistico in linea. Assai raramente la specialità viene indicata come pattinaggio di figura in linea.

Nella lingua inglese al contrario la denominazione inline figure skating è quella preponderante, benché la FIRS lo chiami ufficialmente inline artistic skating.
Altre denominazioni come pattinaggio artistico coi roller o pattinaggio di figura sui roller o pattinaggio artistico su rollerblade sono da evitare: per quanto si stia diffondendo in italiano il termine roller come sinonimo di pattino in linea, il suo uso è fondamentalmente scorretto, giacché roller è preso dall'inglese che gli assegna il preciso significato di "rotella cilindrica". Quindi roller skates sono i tradizionali pattini a rotelle cilindriche e non quelli in linea, anche qualora in italiano li si chiamasse più brevemente roller. Anche il termine rollerblade è improprio poiché è marchio di fabbrica che identifica uno specifico produttore, e comunque richiama alla mente tipologie di pattini assai distanti da quelli sviluppati per l'artistico in linea.

## Denominazione in altre lingue
| Lingua cod. ISO 639 | Denominazione                                                                                                | Traduzione italiana più vicina |
| ------------------- | --- | --- |
| Inglese (EN)        | Inline figure skating Figure skating on inline skates                                                        | Pattinaggio di figura in linea Pattinaggio di figura su pattini in linea                                                                      |
| Francese (FR)       | Patinage artistique en ligne Patinage artistique sur patins en ligne                                         | Pattinaggio artistico in linea Pattinaggio artistico su pattini in linea                                                                      |
| Tedesco (DE)        | Inlinekunstlauf                                                                                              | Pattinaggio di figura in linea |
| Spagnolo (ES)       | Patinaje artístico en línea                                                                                  | Pattinaggio artistico in linea |
| Portoghese (PT)     | Patinação artística inline Patinação artística em linha                                                      | Pattinaggio artistico in linea |
| Greco (GR)          | Καλλιτεχνικό πατινάζ με πατίνια σε σειρά                                                                     | Pattinaggio di figura su pattini in linea |
| Olandese (NL)       | Kunstrijden op skeelers Kunstschaatsen op skeelers                                                           | Pattinaggio di figura su pattini in linea |
| Polacco (PL)        | Łyżwiarstwo figurowe na rolkach Jazda figurowa na rolkach                                                    | Pattinaggio di figura in linea |
| Bulgaro (BG)        | инлайн фигурно пързаляне                                                                                     | Pattinaggio di figura in linea |
| Rumeno (RO)         | Patinaj artistic pe role inline                                                                              | Pattinaggio artistico su pattini in linea |
| Russo (RU)          | Фигурное катание на рядных коньках Фигурное катание на роликовых коньках                                     | Pattinaggio di figura su pattini in linea Pattinaggio di figura su ruote (sottinteso in linea)                                                |
| Slovacco (SK)       | krasokorčuľovanie na kolieskových korčuliach Inline krasokorčuľovanie Krasokorčuľovanie na inline korčuliach | Pattinaggio di figura con pattini in linea (denominazione ufficiale) Pattinaggio di figura in linea Pattinaggio di figura su pattini in linea |

## Medagliere storico ai mondiali nella specialità inline

### In-line Senior maschile
| Anno | Luogo        | Oro                    | Argento                | Bronzo                 |
| ---- | ------------ | ---------------------- | ---------------------- | ---------------------- |
| 2002 | Wuppertal    | Jayson Sutcliffe       | Sean Arisco            | Chien-Hao Wang         |
| 2003 | Buenos Aires | Walter Iglesias        | Jayson Sutcliffe       | Lorenzo Ronci          |
| 2004 | Fresno       | Lorenzo Ronci          | Gustavo Casado de Melo | Adrian Baturin         |
| 2005 | Roma         | Jayson Sutcliffe       | Jordan Uriel Segovia   | Gustavo Casado de Melo |
| 2006 | Murcia       | Carlos Urquia          | Gustavo Casado de Melo | Eric Traonouez         |
| 2007 | Gold Coast   | Gustavo Casado de Melo | Hwang Chin-Wei         | Carlos Urquia          |
| 2008 | Kaohsiung    | Eric Traonouez         | Carlos Urquia          | Marco Viotto           |
| 2009 | Friburgo     | Gustavo Casado de Melo | Eric Traonouez         | Carlos Urquia          |
| 2010 | Portimão     | Tsao Chih-I            | Carlos Urquia          | Lee Chun               |
| 2011 | Brasilia     | Carlos Urquia          | Diego Dores            | Lee Chun               |
| 2012 | Auckland     | Lee Chun               | Anup Kumar Yama        | Carlos Urquia          |
| 2013 | Taipei       | Anup Kumar Yama        | Carlos Urquia          | Lee Chun               |
| 2014 | Reus         | Lee Chun               | Carlos Urquia          | Anup Kumar Yama        |
| 2015 | Cali         | Yi-Fan Chen            | Carlos Urquia          | Colin Motley           |
| 2016 | Novara       | Yi-Fan Chen            | Carlos Urquia          | Antonio Panfili        |
| 2017 | Nanjing      | Yi-Fan Chen            | Antonio Panfili        | Hung-Yu Chien          |
| 2018 | La Vernée    | Yi-Fan Chen            | Antonio Panfili        | Hung-Yu Chien          |
| 2019 | Barcellona   | Yi-Fan Chen            | Hung-Yu Chien          | Antonio Panfili        |

### In-line Senior femminile
| Anno | Luogo        | Oro              | Argento          | Bronzo            |
| ---- | ------------ | ---------------- | ---------------- | ----------------- |
| 2002 | Wuppertal    | Silvia Marangoni | Aubrey Orcutt    | Anna Iannucci     |
| 2003 | Buenos Aires | Tammy Bryant     | Silvia Marangoni | Daniela Rodas     |
| 2004 | Fresno       | Silvia Marangoni | Kristen Slade    | Sarah-Jane Jones  |
| 2005 | Roma         | Tammy Bryant     | Silvia Marangoni | Kristen Slade     |
| 2006 | Murcia       | Silvia Marangoni | Kristen Slade    | Sarah-Jane Jones  |
| 2007 | Gold Coast   | Silvia Marangoni | Kristen Slade    | Courtney Donovan  |
| 2008 | Kaohsiung    | Silvia Marangoni | Natalie Motley   | Hsin Chia-Ling    |
| 2009 | Friburgo     | Silvia Marangoni | Natalie Motley   | Hsin Chia-Ling    |
| 2010 | Portimão     | Silvia Marangoni | Natalie Motley   | Kristen Slade     |
| 2011 | Brasilia     | Silvia Marangoni | Natalie Motley   | Courtney Donovan  |
| 2012 | Auckland     | Silvia Marangoni | Natalie Motley   | Kristen Slade     |
| 2013 | Taipei       | Silvia Marangoni | Hsin Chin-Ling   | Natalie Motley    |
| 2014 | Reus         | Natalie Motley   | Silvia Marangoni | Hsin Chin-Ling    |
| 2015 | Cali         | Silvia Marangoni | Lucia Kindebaluc | Valentina Escobar |
| 2016 | Novara       | Natalie Motley   | Claudia Pfeifer  | Serena Giraud     |
| 2017 | Nanjing      | Claudia Pfeifer  | Serena Giraud    | Metka Kuk         |
| 2018 | La Vernée    | Natalie Motley   | Anastasia Nosova | Serena Giraud     |
| 2019 | Barcellona   | Chiara Censori   | Anastasia Nosova | Metka Kuk         |

### In-line Junior maschile
| Anno | Luogo      | Oro               | Argento           | Bronzo            |
| ---- | ---------- | ----------------- | ----------------- | ----------------- |
| 2016 | Novara     | Colin Motley      | Abhijith Amal Raj | Ting-Yu Wan       |
| 2017 | Nanchino   | Colin Motley      | Abhijith Amal Raj | Bo-Yu Chen        |
| 2018 | La Vernée  | Collin Motley     | Xan Rols          | Abhijith Amal Raj |
| 2019 | Barcellona | Abhijith Amal Raj | Yung-Cheng Fan    | Yen-Wei Liao      |

### In-line Junior femminile
| Anno | Luogo      | Oro              | Argento           | Bronzo          |
| ---- | ---------- | ---------------- | ----------------- | --------------- |
| 2016 | Novara     | Anastasia Nosova | Valentina Escobar | Daria Volkova   |
| 2017 | Nanchino   | Chiara Censori   | Anastasia Nosova  | Hung-Yun Chien  |
| 2018 | La Vernée  | Chiara Censori   | Anna Semisynova   | Veronika Kimont |
| 2019 | Barcellona | Anna Semisynova  | Josefina Delgado  | Manuela Ruiz    |